# 鳥取県道33号三朝中線
鳥取県道33号三朝中線（とっとりけんどう33ごう みささなかせん）は、鳥取県東伯郡三朝町から鳥取市を結ぶ県道（主要地方道）である。

## 概要

### 路線データ
- 起点：鳥取県東伯郡三朝町片柴・片柴交差点（鳥取県道21号鳥取鹿野倉吉線交点）
- 終点：鳥取県鳥取市佐治町中（国道482号交点）
- 未供用区間：鳥取県東伯郡三朝町中津 - 鳥取県鳥取市佐治町中

## 歴史
- 1993年（平成5年）5月11日 - 建設省から、県道三朝中線が三朝中線として主要地方道に指定される[1]。
- 2018年（平成30年）10月12日 - 鳥取県告示第593号により、（旧）片柴交差点 - （新）片柴交差点間 (88m) を三朝町に移管し、三朝町道となる[2]。

## 路線状況

### 重複区間
- 鳥取県道273号三朝温泉木地山線（東伯郡三朝町高橋 - 東伯郡三朝町東小鹿）

## 地理

### 通過する自治体
- 東伯郡三朝町
- 鳥取市

### 交差する道路
- 鳥取県道21号鳥取鹿野倉吉線（東伯郡三朝町片柴・片柴交差点、起点）
- 鳥取県道273号三朝温泉木地山線（東伯郡三朝町高橋）
- 鳥取県道273号三朝温泉木地山線（東伯郡三朝町東小鹿）
未供用区間あり。
- 国道482号（鳥取市佐治町中、終点）